# Henryk Przełożyński
Henryk Przełożyński (ur. 1 lutego 1935 w Częstochowie, zm. 15 kwietnia 2006) – polski muzyk, akordeonista, profesor w klasie akordeonu w krakowskiej szkole muzycznej dla młodzieży widzącej. Absolwent praskiego konserwatorium muzycznego, studiował też w Państwowej Wyższej Szkole Muzycznej. Jako pierwszy niewidomy uczył młodzież widzącą gry na akordeonie. Przez wiele lat był instruktorem zespołu muzycznego przy Spółdzielni Niewidomych w Krakowie oraz przy Okręgu PZN. Prowadził chór „Uśmiech w mroku” działający przy Delegaturze PZN w Częstochowie.

## Życiorys
Stracił wzrok od wybuchu niewypału w 1944 roku. W 1946 roku rozpoczął naukę gry na akordeonie. W latach 1951–1956 uczęszczał do Państwowej Szkoły Muzycznej w Krakowie. Lata 1958–1963 spędził w Pradze jako stypendysta Ministerstwa Kultury i Sztuki. Praskie Konserwatorium dla niewidomych ukończył publicznym koncertem ze stopniem celującym.
W 1963 roku podjął pracę jako nauczyciel gry na akordeonie w Państwowej Szkole Muzycznej nr 1 w Krakowie. Jako pierwszy niewidomy uczył młodzież widzącą gry na tym instrumencie. W szkole tej przepracował ponad 41 lat. Wychował wielu muzyków – jest wśród nich m.in. prof. Janusz Pater, wykładowca Akademii Muzycznej w Krakowie. Henryk Przełożyński uzupełnił jeszcze swoje wykształcenie – w latach 1973–1977 studiował w Państwowej Wyższej Szkole Muzycznej, którą ukończył obroną pracy magisterskiej z wyróżnieniem, zdobywając tytuł magistra sztuki.
Przez wiele lat był instruktorem zespołu muzycznego przy Spółdzielni Niewidomych w Krakowie oraz przy Okręgu PZN. Prowadził chór „Uśmiech w mroku” działający przy Delegaturze PZN w Częstochowie. Należał do Stowarzyszenia Niewidomych Cywilnych Ofiar Wojny. Za osiągnięcia w pracy zdobył wiele nagród i wyróżnień, m.in. Zasłużonego Działacza Spółdzielczości Niewidomych, „Złotego Kormorana” w 1978 roku na Międzynarodowym Konkursie Zespołów Muzycznych w Olsztynie czy Złoty Krzyż Zasługi.